# Alex Foster
Alex Foster (* 26. srpna 1984 v Cantonu, Michigan, USA) je bývalý americký hokejista. Nastoupil ke třem utkáním v NHL, nejvíce zápasů odehrál za Toronto Marlies v nižší soutěži AHL. Několik sezon odehrál v Evropě, mimo jiné za Spartu Praha.

## Kluby podle sezon
- 2001-2002 Sioux Falls Stampede
- 2002-2003 Sioux Falls Stampede, Danville Wings
- 2003-2004 Danville Wings
- 2004-2005 Bowling Green State University
- 2005-2006 Bowling Green State University, Toronto Marlies
- 2006-2007 Columbia Inferno, Toronto Marlies
- 2007-2008 Toronto Marlies, Toronto Maple Leafs
- 2008-2009 Toronto Marlies
- 2009-2010 Toronto Marlies
- 2010-2011 Toronto Marlies
- 2011-2012 HC Sparta Praha
- 2012-2013 HC Sparta Praha